# Костинброд
Костинброд је град у Републици Бугарској, у западном делу земље. Град са околним селима чини истоимену општину Костинброд у оквиру Софијске области.

## Географија
Град Костинброд се налази у западном делу Бугарске. Од престонице Софије Костинброд је удаљен свега 15 km северозападно, па је град њено предграђе.
Град се сместио на приближно 540 m н. в. у западном делу Софијског поља. Кроз град протичу две мање реке, Блато и Белица, које се низводно уливају у велику бугарску реку Искар.
Клима у граду је континентална са утицајем планинске климе због велике надморске висине.

## Историја
Окружење Костинброда је насељено још у време Трачана. Касније тога овим простором владају стари Рим, Византија, средњовековна Бугарска, Османско царство.
Помиње се под именом Костин Брод 1330. године у грамати (Мрачка!) коју је издао српски краљ Стефан Дечански.
Турци Османлије освајају област Костинброда крајем 14. века.
Данашњи Костинброд је велико место са више квартова, дефинитивно одређено од 1975. године. Те године му је придодато Обеденије. Насеље Обеденение је (сада део већег Костинброда) настало спајањем (пре 1955) два суседна стара села (сада кварта) Маслова и Шијаковаца.
Шијаковци некад село, које је 1878. године било у Софијском санџаку. Ту су живели Срби, који нису пристајали да уђу у састав нове државе Бугарске. Заједно са Србима из околних места саставили су на збору у Костин Броду писмо које су адресирали на српског кнеза Милана Обреновића. Дана 9. маја 1878. потписом су потврдили да су домаћини (иако бугаризованих имена и презимена) Старо Србје: Величко Љубенов, Станчо Митров, Цветан Младенов, Ранко Раћов, Спас Колин, Ленко Игњатов, Пеша Денин, Станчо Модрин, Лате Китов, Бене Постов, Богдан Славин, Коте Волев, Стоил Паунов, Мато Тонић, Веселин Станков, Ноне Станков, Великчко Влков, Николчо Станчов, Крста Манов, поп Ангелко, Таско Јанков, Георгије Митров, Миле Тотев, Геордије Гурев, Анто Крстов, Младен Геров, Влчко Минков, Анто Колин, Јоне Спасов, Денчо Јонић, Георгије Голоб, Михо Петков, Петар Паунов, Игњат Китов, Васиљ Младенов, Георгије Игњатов и Дојчин Славон.
Срби у "Костин Броду" нису хтели да остану у саставу нове државе Бугарске (1878), па су се обраћали српском кнезу Милану Обреновићу са писмима. Тако је 9/21. маја 1878. године из тог села које се налазило у Софијском санџаку, послато једно обраћање бројних мештана из Костин Брода (њих 63 потписника), и још пет села из непосредне околине Софије: Искреца (52 потписа), Шијаковаца (37), Пролеша (36), Батковаца (20) и Драговиштице (31). Свој потпис су ставили Срби мештани Костинброда (са бугаризованим именима и презименима!): Иго Стојанов кмет, Пижо Стојанов, Гоге Тинков, Величко Белинов, Јован Златков, Донко Натов, Коца Тотин, Буне Ђуртин, Божилко Пинков, Анко Пинков, Гоге Витанов, Илија Младенов, Геле Гулиџов, Коце Денков, Тричко Ангелков, Иго Митов, Лазар Мишов, Радун Лазаров, Здравко Герин, Аце Модрин, Божил Филипов, Јован Веселинов, Лице Саздов, Гроздан Чачин, Стојан Илчин, Јован Мијов, Мартин Терзијин, Денчо Колин, Ване Колин, Стојан Млагов, Пане Михов, Постол Пејчов, Манол Анчин, Јанко Тиков, Пуне Пулчов, Митар Тодоров, Пажо Вучков, Манол Станков, Војин Станков, Мало Богданов, Тодор Божилов, Тачо Божилов, Спас Христин, Цветан Ћитов, Велко Коцин, Христо Лазаров, Ћиро Стевчев, Ранко Матов, Тико Гарин, Доце Тилин, Белко Толин, Доне Тотин, Андреја Стеванов, Богдан Филипов, Веле Лазаров, Пуне Лазаров, Геле Тодоров, Стојко Тодоров, Белун Пешов, Лице Христов, Божил Будин и Танчо Будин. А у свом потресном писму они наводе: Молимо те Господару какво свој отец избављај нас от овој проклети Бугара ако Бога знајеш. Они нама Глава доидоше. Једнако нас бију и апсу што нечемо да станемо под Бугарију и што кажемо да смо Срби. Господару ово чудо није ни пот Турцима било... Молимо те Господару освободи нас от Бугарина и придружи нас нашој браћи Србима ако се икако може... Само да не будемо силома Бугарина и пот Бугарско кад несмо бугари но право Старо Србје.
Костинброд је ипак припојен новооснованој држави Бугарској 1878. године.
Налазило се на жељезничкој прузи, удаљено од Софије 15 km. Ту је постојала фабрика сапуна. Насеље није имало већи значај до средине 20. века, када се почело ширити и урбанизовати услед ширења утицаја оближње Софије.

## Становништво
По проценама из 2010. године град Костинброд имао је око 12.000 становника. Већина градског становништва су етнички Бугари. Остатак су махом Роми. Последњих 20-ак година град за разлику од већине места у земљи има раст становништва, углавном захваљујући близини Софије.
Већинска вероисповест становништва је православна, а веома мало становника припада исламу.

## Галерија
- Споменик партизанима
- Градска пошта
- 1. основна школа
- 2. основна школа